# Seleção Palestina de Basquetebol
A Seleção Palestina de Basquetebol é a equipe que representa o Estado da Palestina em competições internacionais.É gerida pela Federação Palestina de Basquetebol a qual é filiada à FIBA desde 1963. Alcançou classificação ao Campeonato Asiático de 2015 em Changsha, China ao ficar em terceiro lugar no Campeonato do Oriente Médio de 2015.
Participou de duas edições do Afrobasket sendo que conquistou a medalha de bronze no FIBA Afrobasket 1964.